# Philodromus rikhteri
Philodromus rikhteri là một loài nhện trong họ Philodromidae.
Loài này thuộc chi Philodromus. Philodromus rikhteri được miêu tả năm 2008 bởi Dmitri Viktorovich Logunov & Huseynov.